# Big Baller Brand
是一家美国运动品牌公司，成立于2016年，由拉瓦爾·鮑爾创办，他的儿子朗素·波爾也有參與。主要生產運動鞋、運動服裝、體育用品。

## 产品

### 球鞋
- 2017年5月，Big Baller Brand宣布其2017年11月发售第一款球鞋ZO2。售价为495美元[2][3]。
- 2017年8月，Big Baller Brand宣布其发售第二款球鞋MELO BALL 1。售价为395美元[4][5]。

## 外部連結
- bigballerbrand.com（页面存档备份，存于）- 官方网站（页面存档备份，存于）

1. ↑  . BigBallerBrand.com. April 14, 2016  [February 11, 2018]. （原始内容存档于September 9, 2017）.
2. ↑  Woolf, Jake. . GQ. November 17, 2017  [February 11, 2018]. （原始内容存档于2018-02-12）.
3. ↑  DePaula, Nick; Rovell, Darren. . ESPN. November 29, 2017  [February 11, 2018]. （原始内容存档于2018-02-12）.
4. ↑  . USPTO.   [February 11, 2018]. （原始内容存档于2018-02-12）.
5. ↑  . USPTO.   [February 11, 2018]. （原始内容存档于2023-06-03）.